# Masters de Cincinnati 1989
El Abierto de Cincinnati 1989 fue un torneo de tenis jugado sobre pista dura. Fue la edición número 88 de este torneo. El torneo masculino formó parte del circuito  ATP. Se celebró entre el 14 de agosto y el 20 de agosto de 1989.

## Campeones

### Individuales masculinos
Brad Gilbert vence a  Stefan Edberg, 6–4, 2–6, 7–6.

### Dobles masculinos
Ken Flach /  Robert Seguso vencen a  Pieter Aldrich /  Danie Visser, 6–4, 6–4.
| Predecesor: Cincinnati 1988 | Masters de Cincinnati 1989 | Sucesor: Cincinnati 1990 |